# 坂東市
坂東市（ばんどうし）は、茨城県西部の県西地域に位置する市。2005年（平成17年）に岩井市と猿島郡猿島町の対等合併によって発足した。常総都市圏に属する（後述の経済項も参考）。

## 概要
坂東市は、茨城県西部、利根川北岸に位置する。首都圏内で消費するレタス・ネギ（生産量全国トップクラス）、白菜等の農業（近郊農業）が盛んである一方、工業団地も設置されている。
猿島台地であることから田畑の間に林野が多く残され、ゴルフ場などとして利用されているほか、開墾以来の面影をそのまま残す地域も存在する（庄右衛門新田、河原新田など）。また、その地の利を生かしてさしま茶も生産されている。
平将門の本拠地があったという伝説が残っているが定かではない。

平将門像

## 地理
坂東市は、東京都心から北北東約40 kmに位置する。市域の大半が猿島台地で、起伏の大きい地域もある。南に利根川があり、千葉県と接している。

### 河川・湖沼
- 河川 利根川、飯沼川、西仁連川、東仁連川、江川
- 湖沼 菅生沼

### 隣接している自治体
- 茨城県
  - 古河市
  - 常総市
  - 猿島郡境町
  - 結城郡八千代町
- 千葉県
  - 野田市

## 人口
| |                                        |  |
| 坂東市と全国の年齢別人口分布（2005年） | 坂東市の年齢・男女別人口分布（2005年） |  |
| ■紫色 ― 坂東市 ■緑色 ― 日本全国 | ■青色 ― 男性 ■赤色 ― 女性              |  |
| 坂東市（に相当する地域）の人口の推移 \| 1970年（昭和45年） \| 48,853人 \| \| \| 1975年（昭和50年） \| 52,460人 \| \| \| 1980年（昭和55年） \| 55,204人 \| \| \| 1985年（昭和60年） \| 57,647人 \| \| \| 1990年（平成2年） \| 58,699人 \| \| \| 1995年（平成7年） \| 59,738人 \| \| \| 2000年（平成12年） \| 58,673人 \| \| \| 2005年（平成17年） \| 57,516人 \| \| \| 2010年（平成22年） \| 56,114人 \| \| \| 2015年（平成27年） \| 54,087人 \| \| \| 2020年（令和2年） \| 52,265人 \| \| |                                        |  |
| 総務省統計局 国勢調査より |                                        |  |
| 1970年（昭和45年） | 48,853人                               |  |
| 1975年（昭和50年） | 52,460人                               |  |
| 1980年（昭和55年） | 55,204人                               |  |
| 1985年（昭和60年） | 57,647人                               |  |
| 1990年（平成2年） | 58,699人                               |  |
| 1995年（平成7年） | 59,738人                               |  |
| 2000年（平成12年） | 58,673人                               |  |
| 2005年（平成17年） | 57,516人                               |  |
| 2010年（平成22年） | 56,114人                               |  |
| 2015年（平成27年） | 54,087人                               |  |
| 2020年（令和2年） | 52,265人                               |  |

## 地名の由来
平成17年（2005年）3月22日の岩井市と猿島町の合併に伴い、平成15年11月、合併協議会において新市名称を公募したところ、新市名称候補10点の中から合併協議会において「坂東市」と選定。本来の「坂東」は関東地方全体の古名。これは、足柄峠・碓氷峠などの山を「坂」として見立て、以東の諸国を「坂の東＝坂東」とされていたことによる。当市はその関東地方のほぼ中央に位置し、関東平野を代表するような雄大な都市を目指すとして選定された。また、同市を流れる利根川の古くからの愛称である「坂東太郎」にも由来する。

## 歴史

### 沿革
- 1889年（明治22年）4月1日 - 町村制施行に伴い猿島郡に以下の11村が成立。
  - 岩井村・辺田村・鵠戸村が合併し村制施行して岩井村が成立
  - 長谷村・桐木村・小山村・筵内村が合併し村制施行して中川村が成立
  - 矢作村・法師戸村・大崎村・小泉村・大谷口村・下出島村・中里村が合併し村制施行して七郷村が成立
  - 駒跿村・半谷村・借宿村・富田村・寺久村・三村・上出島村が合併し村制施行して七重村が成立
  - 長須村が単独で村制施行して長須村が成立
  - 猫実村・大口村・神田山村が合併し村制施行して神大実村が成立
  - 弓田村・馬立村・幸田村が合併し村制施行して弓馬田村が成立
  - 勘助新田・幸田村新田・猫実村新田・神田山新田・大口村新田・大馬新田・庄右衛門新田・平八新田が合併し村制施行して飯島村が成立
  - 沓掛村・内ノ山村が合併し村制施行して沓掛村が成立
  - 生子村・生子新田・菅谷村が合併し村制施行して生子菅村が成立
  - 逆井村・山村が合併し村制施行して逆井山村が成立
- 1899年（明治32年）
  - 中川村の一部（利根川の南側、長谷の一部・小山の一部・筵内の一部）を千葉県東葛飾郡川間村に移管する
  - 長須村が千葉県東葛飾郡二川村大字古布内の一部及び木間ヶ瀬村大字木間ヶ瀬の一部（利根川の北側）を編入し大字古布内・木間ヶ瀬を設置
- 1900年（明治33年）7月4日 - 岩井村が町制施行して岩井町となる
- 1954年（昭和29年）3月20日 - 沓掛村が町制施行して沓掛町となる
- 1955年（昭和30年）2月1日 - 生子菅村・逆井山村が合併して猿島郡富里村となる
- 1955年（昭和30年）3月1日 - 岩井町・中川村・七郷村・七重村・長須村・神大実村・弓馬田村・飯島村が合併して猿島郡岩井町となる
- 1956年（昭和31年）4月1日 - 沓掛町・富里村が合併して猿島郡富里町となり、同日改称して猿島郡猿島町となる
- 1957年（昭和32年） - 猿島町が結城郡石下町大字栗山新田の一部・左平太新田の一部・孫兵衛新田の一部を編入し、大字栗山新田・左平太新田・孫兵衛新田を設置
- 1972年（昭和47年）4月1日 - 岩井町が市制施行して岩井市となる
- 2005年（平成17年）3月22日 - 岩井市・猿島郡猿島町が新設合併し、坂東市となる。
- 2016年（平成28年）11月1日 - 本庁舎開庁[4]。
- 2017年（平成29年）2月26日 - 圏央道 境古河IC - つくば中央IC間開通、市内に坂東ICが開設。

## 市政

### 市長

#### 市長
- 木村敏文（現職）（4代目、2017年4月17日 - ）

#### 市長選
| 当落 | 得票数 | 候補者     | 党派   | 市長歴 |
| ---- | ------ | ---------- | ------ | ------ |
| 当   | 16,202 | 吉原英一   | 無所属 | 新     |
|      | 14,963 | 石塚仁太郎 | 無所属 | 現     |

| 当落 | 得票数 | 候補者   | 党派   | 市長歴 |
| ---- | ------ | -------- | ------ | ------ |
| 当   | 19,993 | 木村敏文 | 無所属 | 新     |
|      | 10,501 | 吉原英一 | 無所属 | 現     |

#### 歴代市長
- 石塚仁太郎（初代、2005年4月17日 - 2009年4月16日）
- 吉原英一（2 - 3代目、2009年4月17日 - 2017年4月16日）

### 市役所庁舎
- 坂東市役所
  - 本庁舎 - 岩井4365番地（※市役所所在地）
  - さしま窓口センター - 山2730（旧猿島庁舎）

本庁舎開庁以前は本所機能を岩井庁舎と猿島庁舎とで分散させた分庁舎方式を採用していた。

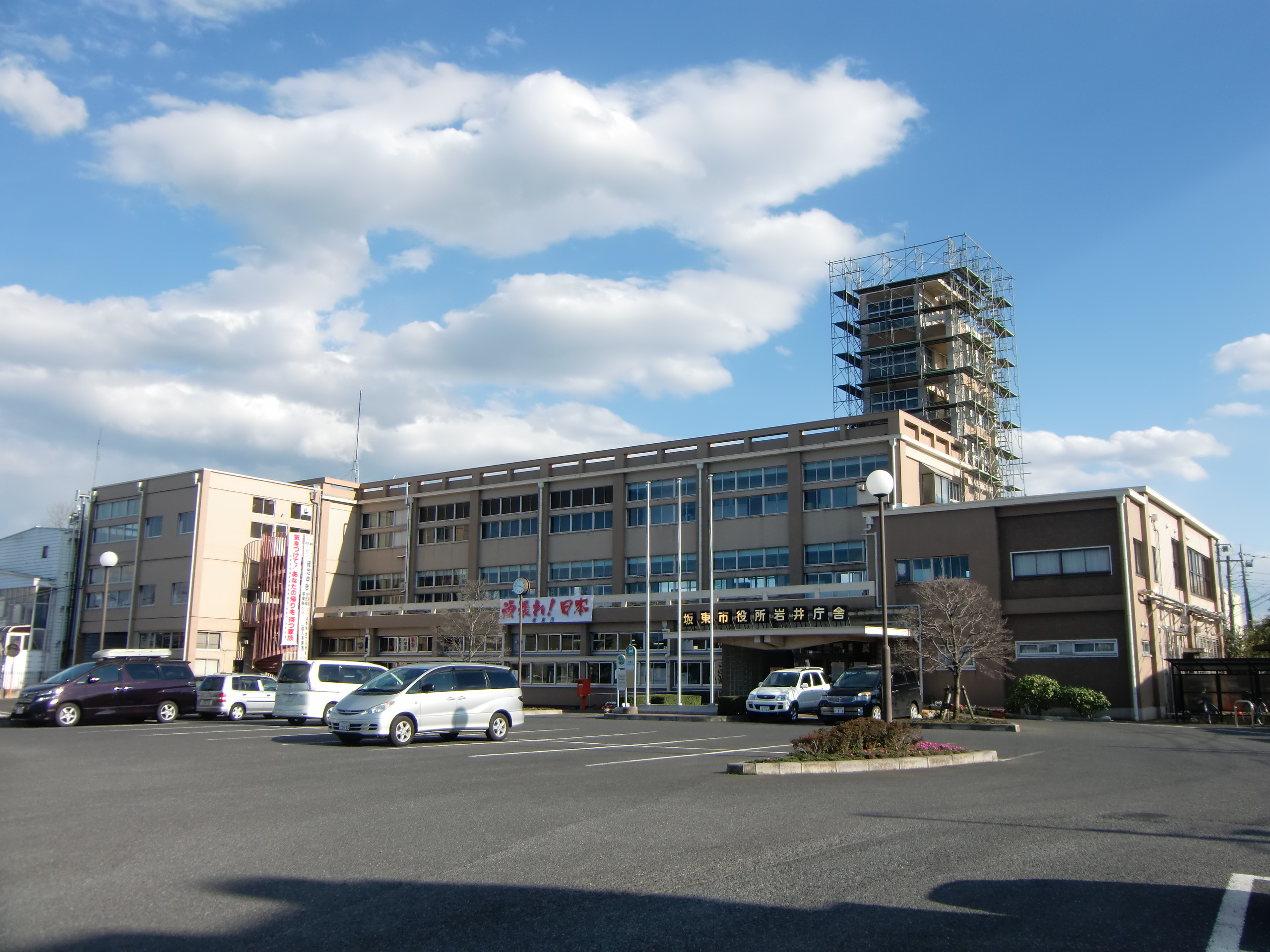
旧岩井庁舎（2011年）
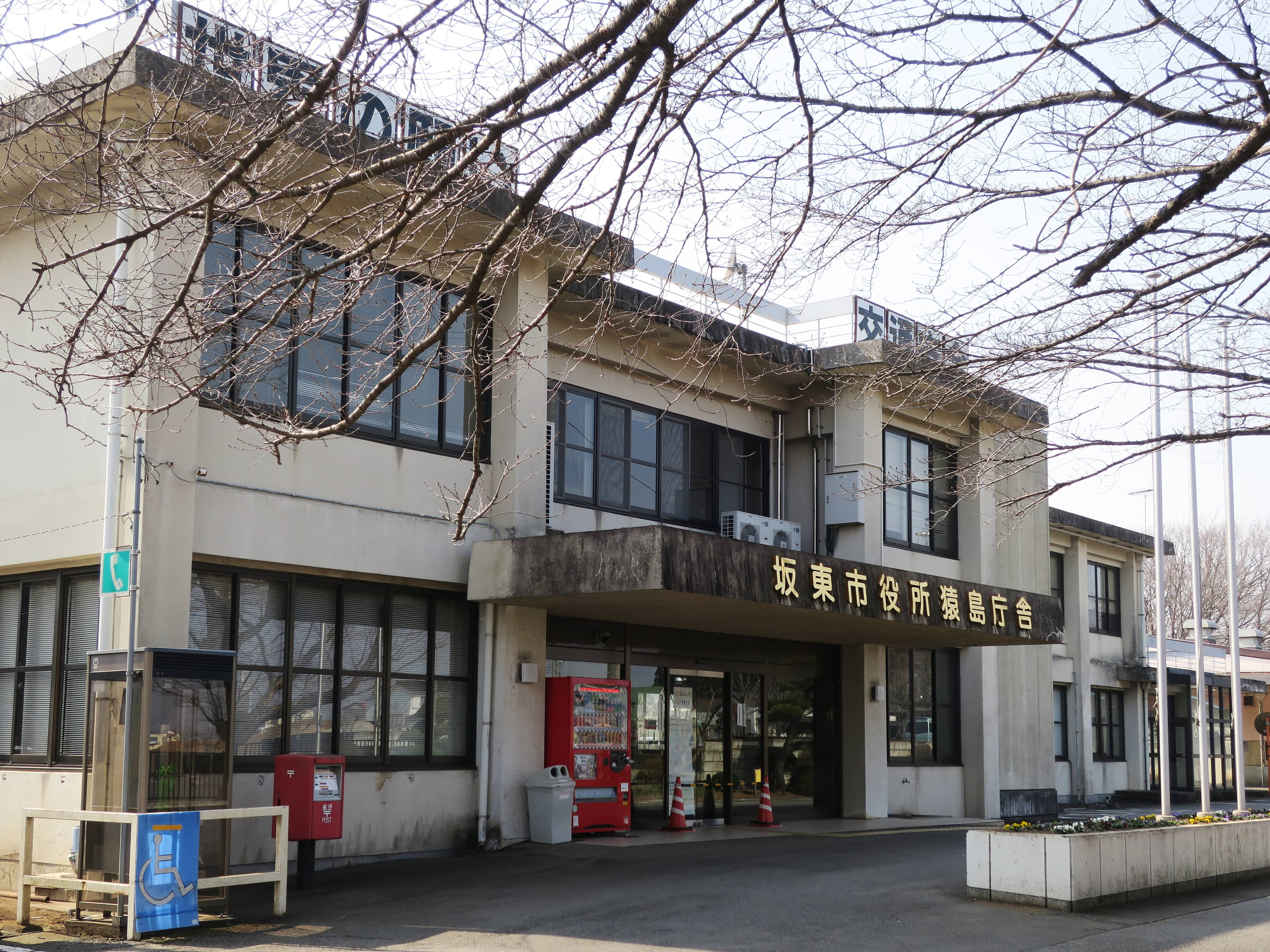
さしま窓口センター（旧猿島庁舎）

## 議会

### 市議会
- 定数：20人[6]
- 議長：木村敏文→風見好文
- 副議長：石山実→滝本輝義
- 会派（議席）：坂東市民の会(3)・新風会(3)・坂東市公明党(2)・日本共産党(1)・市民政策クラブ(1)・一人会派(1)[7]

### 県議会
- 選挙区：坂東市・五霞町・境町選挙区
- 選出議員：石塚隼人・半村登

### 衆議院
- 選挙区：茨城7区（古河市、結城市、下妻市、常総市、坂東市、結城郡、猿島郡）
- 投票日：2024年10月27日
- 当日有権者数：322,657人
- 投票率：52.52％

| 当落 | 候補者名 | 年齢 | 所属党派   | 新旧別 | 得票数   | 重複 |
| ---- | -------- | ---- | ---------- | ------ | -------- | ---- |
| 当   | 中村勇太 | 38   | 無所属     | 新     | 87,187票 |      |
| 比当 | 永岡桂子 | 70   | 自由民主党 | 前     | 77,224票 | ○    |

## 公共機関

### 消防
- 茨城西南広域消防（広域事務組合に属する広域消防で、古河市、下妻市、坂東市、常総市（旧石下町地区）、八千代町、五霞町、境町が管轄地域である。）
  - 坂東消防署 - 辺田644番地2
  - 坂東消防署寺久分署 - 寺久373番地4
  - 坂東消防署猿島分署 - 山2730
  - 坂東消防署飯島出張所 - 幸田新田60番地6
  - 坂東消防署七郷出張所 - 矢作鶴巻1159番地4

### 警察
- 境警察署（隣の境町にある警察署で管轄は当市と境町と五霞町である）
  - 岩井地区交番 - 岩井2892番地3（国道354号線沿いに位置する）

### 管轄広域事務組合
- 茨城西南地域広域市町村圏事務組合
- さしま環境管理事務組合
- 清水丘診療所事務組合
- 常総衛生組合
- 茨城租税債権管理機構
- 茨城県市町村総合事務組合

## 経済

### 通勤状況
2005年度の国勢調査結果によれば、市内からの通勤者が最も多いのは常総市で3,277人であり、これは全体の29.2%に当たる。次いで千葉県1,844人、古河市872人、つくば市584人、埼玉県540人、守谷市521人、東京都477人などとなっている。このように通勤圏が広く分散している状況のため、2000年の時点では水海道都市圏には属していなかったが、2010年になって常総都市圏に属するようになった。

### 産業
- 主な産業
  - 農業（夏ねぎ・レタスなど）
  - 製茶（さしま茶）

### 企業
- レンゴー
- 染谷家具店（岩井店）
- すぎのや
- タカミ製菓

### 工業団地

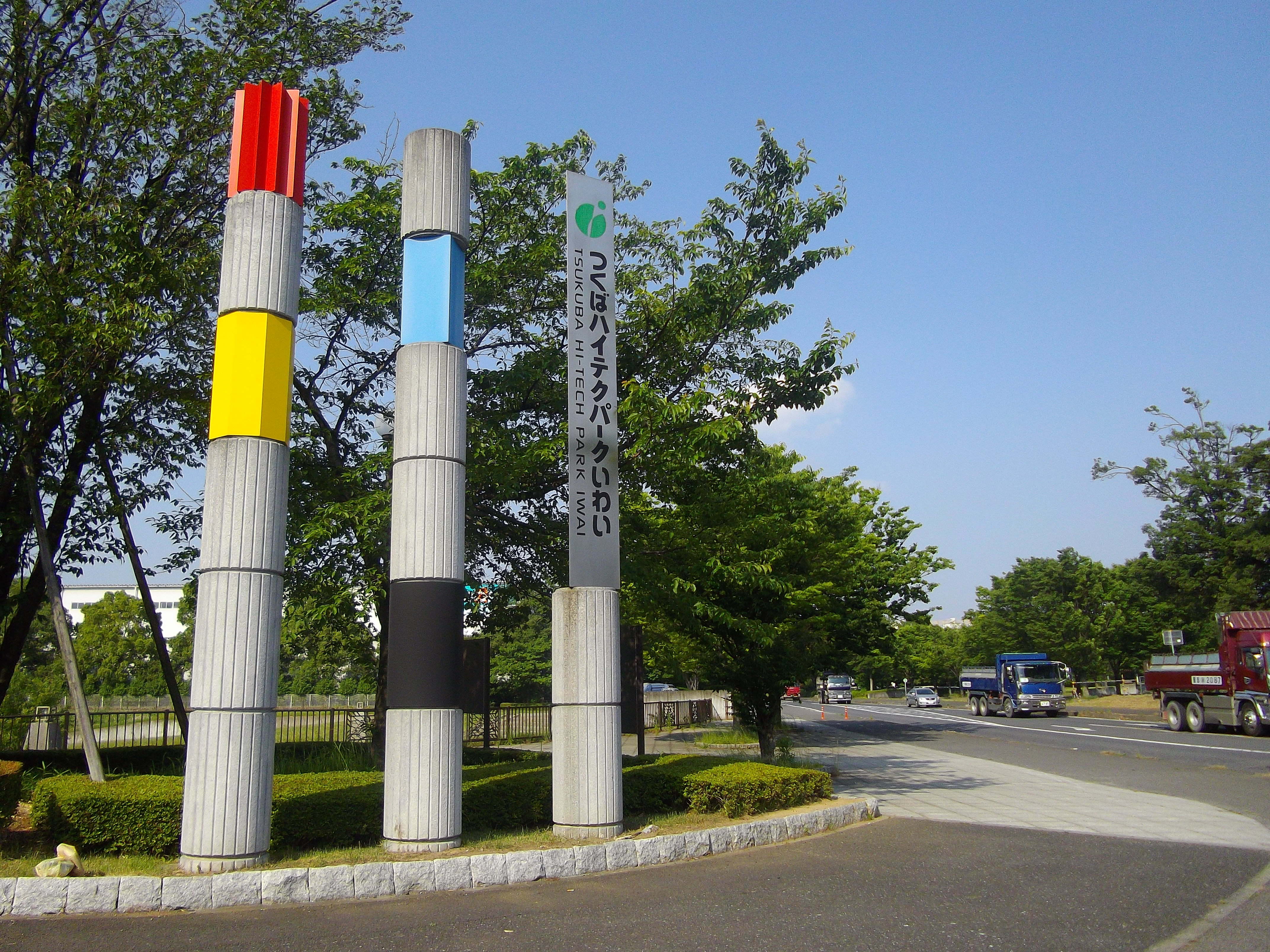
つくばハイテクパークいわい

#### つくばハイテクパークいわい
- 福山通運
- LIXIL
- ウッドワン
- 全日食
- 田中食品興業所
- NEケムキャット
- ポラテック
- 星光PMC
- モンテール
- スギヨ関東工場
- コバックス つくば物流センター
- リフコム
- 常陸屋本舗 岩井工場
- 不二運輸
- 和弘食品 関東工場
- レイワスチール

#### 沓掛工業団地
- エフピコ
- 前山倉庫
- カシワテック 筑波工場
- コバックス
- ヤマダイ 坂東ファクトリー

### 商業施設
- ヨークタウン坂東（ヨークベニマル坂東店） - 辺田1104番地1
- グリーンショッピングセンター（マルエツ岩井店） - 辺田1517
- とりせん岩井店 - 岩井3357番地1
- エコス沓掛店 - 沓掛1566番地1

### 郵便局
- 岩井郵便局 - 岩井4635番地2
- 岩井辺田郵便局 - 辺田526番地2
- 七郷郵便局 - 大崎1334番地34
- 岩井小山郵便局 - 小山973番地1
- 神大実郵便局 - 猫実1551番地1
- 岩井長須郵便局 - 長須3654番地1
- 岩井飯島郵便局 - 幸田新田4297番地3
- 岩井弓田郵便局 - 弓田2344番地2
- 七重郵便局 - 上出島23番地2
- 猿島郵便局 - 沓掛4995番地1
- 生子菅郵便局 - 生子2180番地1
- 逆井山郵便局 - 逆井2559番地1

### 金融機関
- 常陽銀行
  - 岩井支店 - 岩井3289番地1
  - 猿島支店 - 沓掛3946
- 筑波銀行
  - 岩井支店 - 岩井4460番地2
  - 岩井西支店 - 岩井2938番地1
  - 猿島支店 - 沓掛3968番地1
- 茨城むつみ農業協同組合（JA茨城むつみ）
  - 猿島中央支店

## 教育

### 小学校
- 坂東市立岩井第一小学校
- 坂東市立岩井第二小学校
- 坂東市立飯島小学校
- 坂東市立神大実小学校
- 坂東市立中川小学校
- 坂東市立長須小学校
- 坂東市立七重小学校

- 坂東市立七郷小学校
- 坂東市立弓馬田小学校
- 坂東市立内野山小学校
- 坂東市立生子菅小学校
- 坂東市立沓掛小学校
- 坂東市立逆井山小学校

### 中学校
- 坂東市立岩井中学校
- 坂東市立東中学校
- 坂東市立南中学校
- 坂東市立猿島中学校

### 高等学校
- 茨城県立坂東清風高等学校（2022年4月に茨城県立岩井高等学校と坂東総合高等学校を統合して開校）
- 茨城県立岩井西高等学校（廃校）（2010年に茨城県立岩井高等学校へ併合）
- 茨城県立坂東総合高等学校（廃校）　（旧　茨城県立猿島高等学校）

## 交通

### 鉄道
東京都心から40キロ圏内に位置しているが、市内に鉄道は通っていない。鉄道の通っていない市（歴史上鉄道が存在していた市を除く）は県内では当市のほか稲敷市がある。
東京直結鉄道を坂東市内まで延伸させ、「岩井中央駅（仮称）」を設置する構想があるが、実現には至っていない。
なお、かつて改正鉄道敷設法別表第43号「茨城縣土浦ヨリ水海道、境、埼玉縣久喜、鴻巣、坂戸ヲ經テ飯能ニ至ル鐡道（後略）」すなわち土飯線の通過予定地であった。市立岩井図書館によれば、戦時中築堤などの施工などが行われたものの、戦局の悪化により完成を見ずに終わったという。

### バス
市内の路線バスは岩井市街地を南東から北西に縦断し、関東鉄道の路線は岩井バスターミナルに、茨城急行（茨急）の路線は岩井車庫に発着する。現在では市外の鉄道駅（関東鉄道常総線、首都圏新都市鉄道つくばエクスプレスおよび東武野田線）と市内各地が結ばれているとを結ぶフィーダー路線に集中した運行が行われており、コミュニティバス坂東号や昭和観光の巡回バスがその補完を担っている。これらのすべての路線が経由し、市役所にもほど近い「岩井局前」停留所が実質的な市の中心バス停となっている。
茨城急行・関東鉄道の路線は、PASMO・Suica等の全国相互利用の交通系ICカードが利用可能である。

#### 一般路線バス
- 関東鉄道 - 守谷営業所　つくばエクスプレス守谷駅に連絡
- 茨城急行自動車 - 松伏営業所　野田線愛宕駅・野田市駅に連絡
- 昭和観光自動車 - 旧猿島町域を中心に旧岩井市域・境町とを結ぶ路線を運行
- 坂東号 - コミュニティバス（運行は関東鉄道に委託）

茨城急行の路線はかつて東武鉄道が茨城県に有していた広大な路線網を引き継いだもので、1990年代まで沓掛経由下妻駅行、1980年代まで長須回り・七重回り・沓掛回りの境町・古河駅・新古河駅方面行などの路線が存在したほか、野田市方面の路線についても小山回りや、2001年（平成13年）の系統分割で全便野田市駅行となるまでは北越谷駅行が存在した。野田市駅までの路線は、1937年（昭和12年）に現在の東武野田線を運行していた総武鉄道が小山付近にあった利根川渡船事業を買収し、野田町から岩井町までの直通運行を開始したバス路線が、利根川への転落事故による航送中止を経て1958年（昭和33年）より芽吹大橋経由となった名残であり、北越谷駅までの路線はかつて東京より越谷経由で直通していた路線の名残である。このような経緯から、愛宕駅など野田市内の東武野田線各駅はつくばエクスプレス守谷駅の開業によってその地位を譲るまで、当市の最も重要な玄関口であった。現在でも利根川沿いの地域を中心に、駐車場の充実した川間駅や清水公園駅のパークアンドライド利用がみられる。
関東鉄道では、東武グループとテリトリーを接する路線エリアの西端に位置し、かつては石下駅方面や平松経由水海道駅方面の他、2000年代初頭まで水海道駅より勘助までの路線が存在した。その後、2005年（平成17年）8月24日のつくばエクスプレス開業に伴い守谷駅に至る急行路線が新設され、現在に至る。旧猿島町域を運行する路線バスは、下妻駅や石下駅に向かう路線の廃止後長らく存在しなかったが、この路線の新設と昭和観光の進出により復活を果たした。また、高速バス路線は1999年（平成11年）の開業当初JRバス関東との共同運行であったが、つくばエクスプレス開業後の利用客減少により撤退し、代わって関鉄パープルバスが加わったが、利用客減少に歯止めがかからず2016年（平成28年）12月31日をもって廃止され、2017年9月16日のダイヤ改正を以って、水海道駅への路線は平日に1便となり、休校日は運休という状態になり、2017年3月31日をもって廃止される。
関東鉄道の路線は旧猿島町域の猿島バスターミナルまで運行されていたほか、岩井西高校(高校そのものは廃校)に発着する便もあったが、現在はコミュニティバスや昭和観光自動車の巡回路線が経由するのみである。

#### 高速バス（廃止）
市内と東京駅を結ぶ高速バス常総ルートと、関鉄パープルバス（現関東鉄道）により急行わかば号（岩井 - 運転免許センター） が運行されていたが、首都圏新都市鉄道つくばエクスプレス開通後利用客数は減少に転じ、常総ルートは2016年末をもって廃止、急行わかば号2020年2月1日を以って廃止された。市内にはパークアンドライドの機能を有し高速バスと一般路線バスの結節点として岩井公民館付近に岩井バスターミナル、さしま窓口センター（旧猿島庁舎）付近に猿島バスターミナルを設けていた。2箇所ともバスターミナルは現存するが、高速路線の撤退により整備理由の大半を失い、現在では一般路線とコミュニティバス・巡回バスにわずかに利用されるのみとなっている。

### 道路
- 高速道路
  - 首都圏中央連絡自動車道（圏央道）
    - （境町・東北道方面） - (74)坂東IC - （常総市・常磐道方面）
- 一般国道
  - 国道354号（岩井水海道バイパス、岩井バイパス）
- 主要地方道
  - 茨城県道3号つくば野田線
  - 茨城県道20号結城坂東線
- 一般県道
  - 茨城県道142号岩井野田線
  - 茨城県道162号岩井関宿野田線（下総利根大橋有料道路）
  - 茨城県道503号古河坂東自転車道線
- 道の駅
  - 市内に道の駅はないが、圏央道のパーキングエリアと一体となった道の駅坂東の整備が検討されている。

## 名所・旧跡・観光スポット・祭事・催事

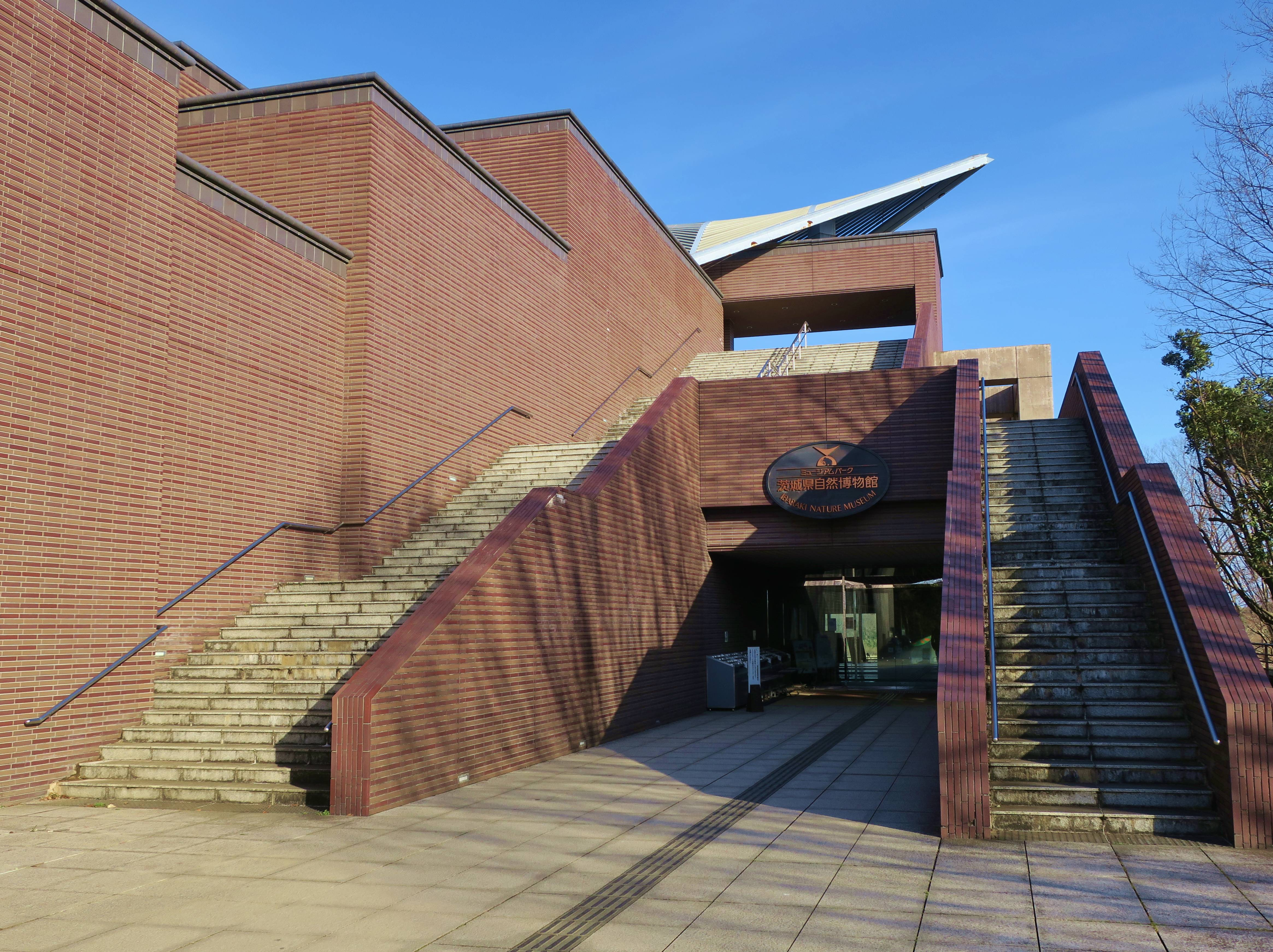
ミュージアムパーク茨城県自然博物館

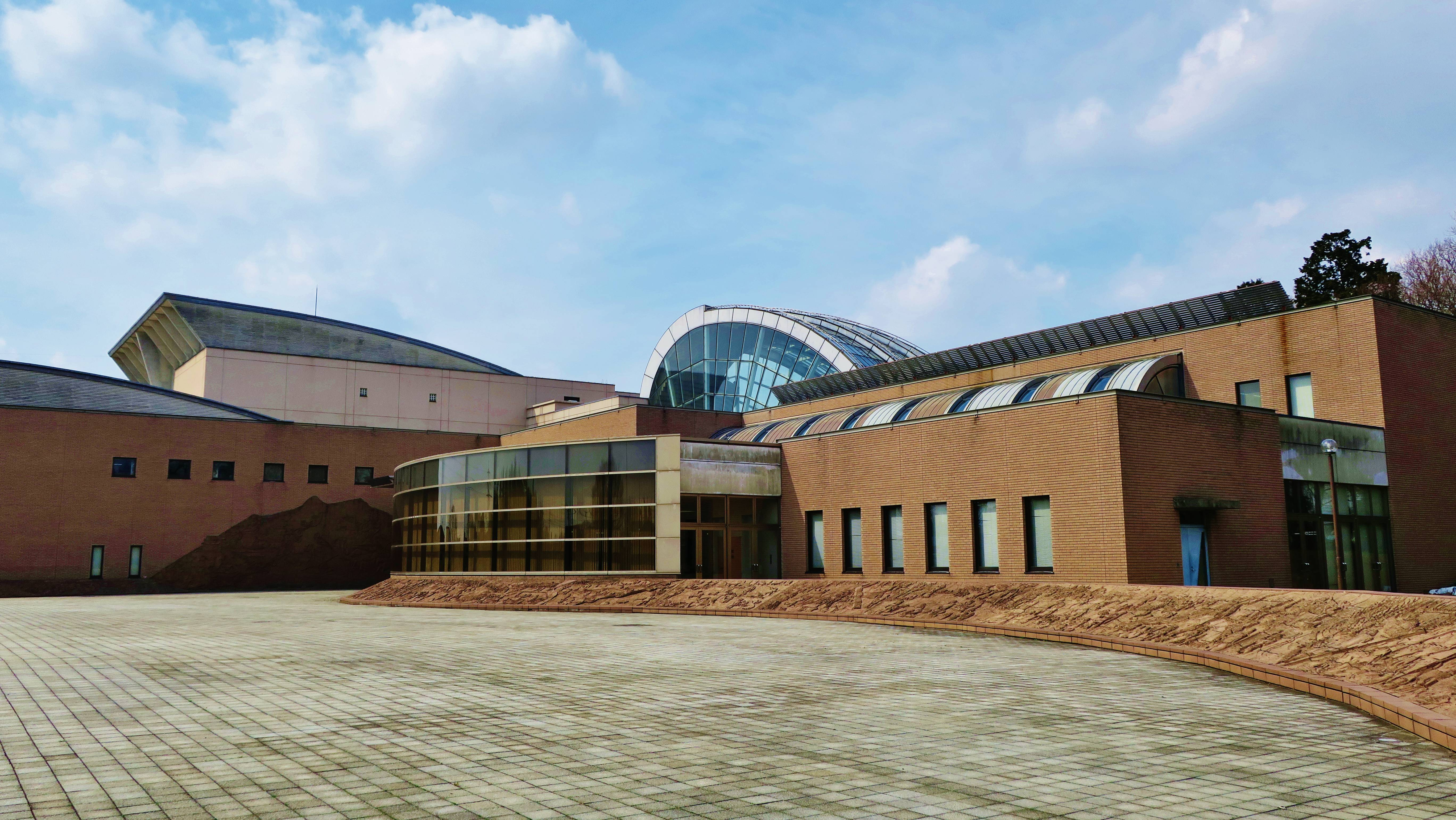
総合文化ホール「ベルフォーレ」

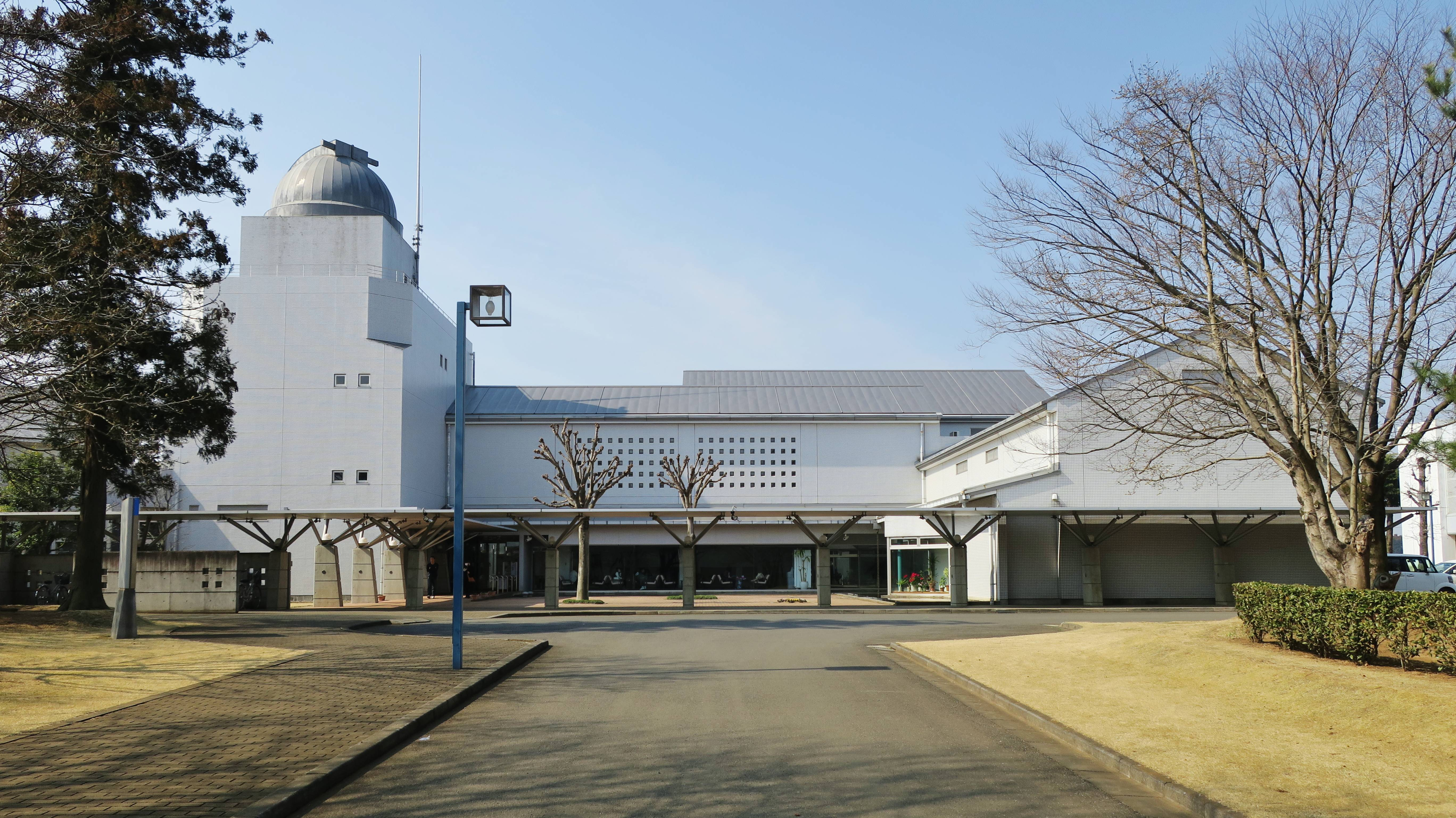
坂東郷土館「ミューズ」

- 将門まつり（11月第2日曜日）
- 岩井の夏まつり（7月24日〜7月25日）
- さしまの夏まつり（8月第1土曜日）
- 逆井城跡（県指定史跡）
- ミュージアムパーク茨城県自然博物館
- 総合文化ホール「ベルフォーレ」
- 坂東郷土館「ミューズ」
- 国王神社
- 延命院・平将門の胴塚

### ゴルフ場
- 大利根カントリークラブ
- 猿島カントリークラブ
- 坂東ゴルフクラブ（新東京ゴルフクラブより名称変更H28.4.1）
- 常総カントリー倶楽部

## 姉妹都市・提携都市

### 海外
- パインブラフ市（en:Pine Bluff, Arkansas アメリカ合衆国アーカンソー州）
  - 1986年11月9日 姉妹都市提携（旧岩井市との提携継続）

## 電気通信
旧岩井市域全域および旧猿島町域の一部は水海道MA（市外局番0297）に属するが、旧猿島町域の大半は古河MA（市外局番0280）に属する。古河MAはNTT東日本栃木支店管轄であるため、当市は電気通信上茨城県と栃木県に分割された形となっており、両区域を跨ぐ通話は同一市内にもかかわらずNTTコミュニケーションズ管轄の県間通話となる。このため、市役所では両市外局番の代表番号を設け、市民の便宜を図っている。
こうした支店境界の存在は光ファイバー整備についても影響を及ぼしている。旧猿島町域の大半を占める栃木支店管轄地域では、2010年（平成22年）1月8日を最後に全域でフレッツ光が供用開始となったにもかかわらず、残りの茨城支店管轄地域ではいまだ岩井市街地の一部のみの供用となっており、同一市内にもかかわらず大きな情報格差が生じている。特に旧猿島町域の場合、農村地帯ではほぼ全域で利用可能にもかかわらず、茨城支店管轄となる沓掛市街地では利用できないという逆転現象も生まれている。
こうした状態は他の県西地域においても同様であり、栃木支店管轄地域の全域でフレッツ光が利用できるにもかかわらず、茨城支店管轄地域では利用できる地域が市街地の一部に限られる状態が1年以上続いている。

## 出身著名人
- 木村敏文（政治家、現市長）[13]
- 五姓田芳柳 (2代目)（洋画家、坂東郷土館ミューズに作品が所蔵）
- 後藤圭太（プロサッカー選手、ファジアーノ岡山FC所属）
- 小林孝三郎（実業家、コーセー化粧品創業者）
- セレス小林（元プロボクサー、元WBA世界スーパーフライ級王者）
- 瀧本誠（柔道家、シドニーオリンピック柔道81kg級金メダリスト）
- 七ッ海操（立浪部屋に所属し、1950年代に活躍した大相撲力士）
- 眞中靖夫（元プロサッカー選手、現サッカー指導者）
- 眞中幹夫（元プロサッカー選手、現サッカー指導者）
- 山口武平（政治家）
- 石塚仁太郎　（政治家、初代坂東市長）
- 吉原英一（政治家、前市長）[14]
- 吉原三郎（政治家、元岩井町長）[15]
- 若浪順（1960年代に活躍した大相撲力士。最高位は小結）